# Lijst van rijksmonumenten in Banholt
De plaats Banholt telt 8 inschrijvingen in het rijksmonumentenregister. Hieronder een overzicht.
| Object                             | Oorspronkelijke functie? | Bouwjaar                                                      | Architect | Locatie        | Coördinaten?                  | Nr.?  | Afbeelding        |
| ---------------------------------- | ------------------------ | ------------------------------------------------------------- | --------- | -------------- | ----------------------------- | ----- | ----------------- |
| Sint-Gerlachuskerk                 | Kerk en kerkonderdeel    | 1878 (bouw) 1922 (vergroot)                                   |           | Bredeweg 1     | 50° 47' 24" NB, 5° 48' 35" OL | 34622 | Meer afbeeldingen |
| Hoeve met binnenplaats             | Boerderij                | eerste kwart 19e eeuw 1819 (sluitsteen) 1807 (schuur)         |           | Bredeweg 2A    | 50° 47' 24" NB, 5° 48' 38" OL | 34623 | Meer afbeeldingen |
| Hoeve met binnenplaats             | Boerderij                | 19e eeuw                                                      |           | Bredeweg 5-7   | 50° 47' 25" NB, 5° 48' 40" OL | 34624 | Meer afbeeldingen |
| Hoeve met binnenplaats van vakwerk | Boerderij                | eerste helft 19e eeuw (bouw) tweede helft 19e eeuw (vergroot) |           | Bredeweg 14    | 50° 47' 25" NB, 5° 48' 42" OL | 34625 | Meer afbeeldingen |
| Huis van baksteen                  | Woonhuis                 | eerste helft 19e eeuw                                         |           | Dalestraat 20  | 50° 47' 27" NB, 5° 48' 33" OL | 34626 | Meer afbeeldingen |
| Hoeve met binnenplaats             | Boerderij                | 18e eeuw of eerste kwart 19e eeuw                             |           | Dalestraat 24  | 50° 47' 28" NB, 5° 48' 31" OL | 34627 | Meer afbeeldingen |
| Op gen Besseme                     | Boerderij                | 1773 (woonhuis) 1768 (schuur)                                 |           | Loverixplein 8 | 50° 47' 23" NB, 5° 48' 48" OL | 34628 | Meer afbeeldingen |
| Hoeve met binnenplaats             | Boerderij                | eerste helft 19 eeuw                                          |           | Mheerderweg 65 | 50° 47' 14" NB, 5° 48' 14" OL | 34629 | Meer afbeeldingen |